# Witold Cęckiewicz
Witold Aleksander Cęckiewicz (ur. 24 kwietnia 1924 w Nowym Brzesku, zm. 18 lutego 2023 w Krakowie) – polski architekt, członek PAN (od 1983) i PAU (1989) oraz Społecznego Komitetu Odnowy Zabytków Krakowa (SKOZK).
Był synem Stanisława i Ludwiki. W latach 1955–1960 pełnił funkcję głównego architekta Krakowa. Od 1970 r. był profesorem Politechniki Krakowskiej. 18 października 1995 r. uzyskał tytuł doctor honoris causa Politechniki Krakowskiej.
Pochowany został 24 lutego 2023 roku na cmentarzu Salwatorskim w Krakowie.

## Projekty
Projekty autorstwa Witolda Cęckiewicza :
- biurowiec PKP, Kraków ul. Mogilska 1, (1950–1954)
- hotel „Cracovia” w Krakowie (1959–1965)
- kino „Kijów” w Krakowie (1959–1967)
- ambasada RP w Nowym Delhi (1973–1978)
- Wydział Mechaniczny Politechniki Krakowskiej (1974–1980)
- pomniki
- Pomnik Zwycięstwa Grunwaldzkiego (1958–1960, razem z rzeźbiarzem Jerzym Bandurą)
- Pomnik Ofiar Faszyzmu w Krakowie (1960–1964)
- Pomnik Czynu Rewolucyjnego w Sosnowcu (1965–1967)
- Pomniki Jana Pawła II w Krakowie
- zespoły mieszkaniowe i osiedla
- Osiedle Podwawelskie (1965–1972)
- Mistrzejowice[7] (1963–1983)

- kościoły
- Kościół Matki Boskiej Częstochowskiej w Rodakach (1969–1979)
- Katedra w Rzeszowie (1977–1990)
- Kościół Miłosierdzia Bożego w Krakowie (os. Na Wzgórzach) (1980–1988)
- Kościół św. Brata Alberta w Krakowie (1985–1994)
- Sanktuarium Bożego Miłosierdzia w Krakowie-Łagiewnikach (1997–2002)
- Kościół Zesłania Ducha Świętego w Krakowie (1997)
- Kościół Matki Bożej Pocieszenia w Krakowie (2001)

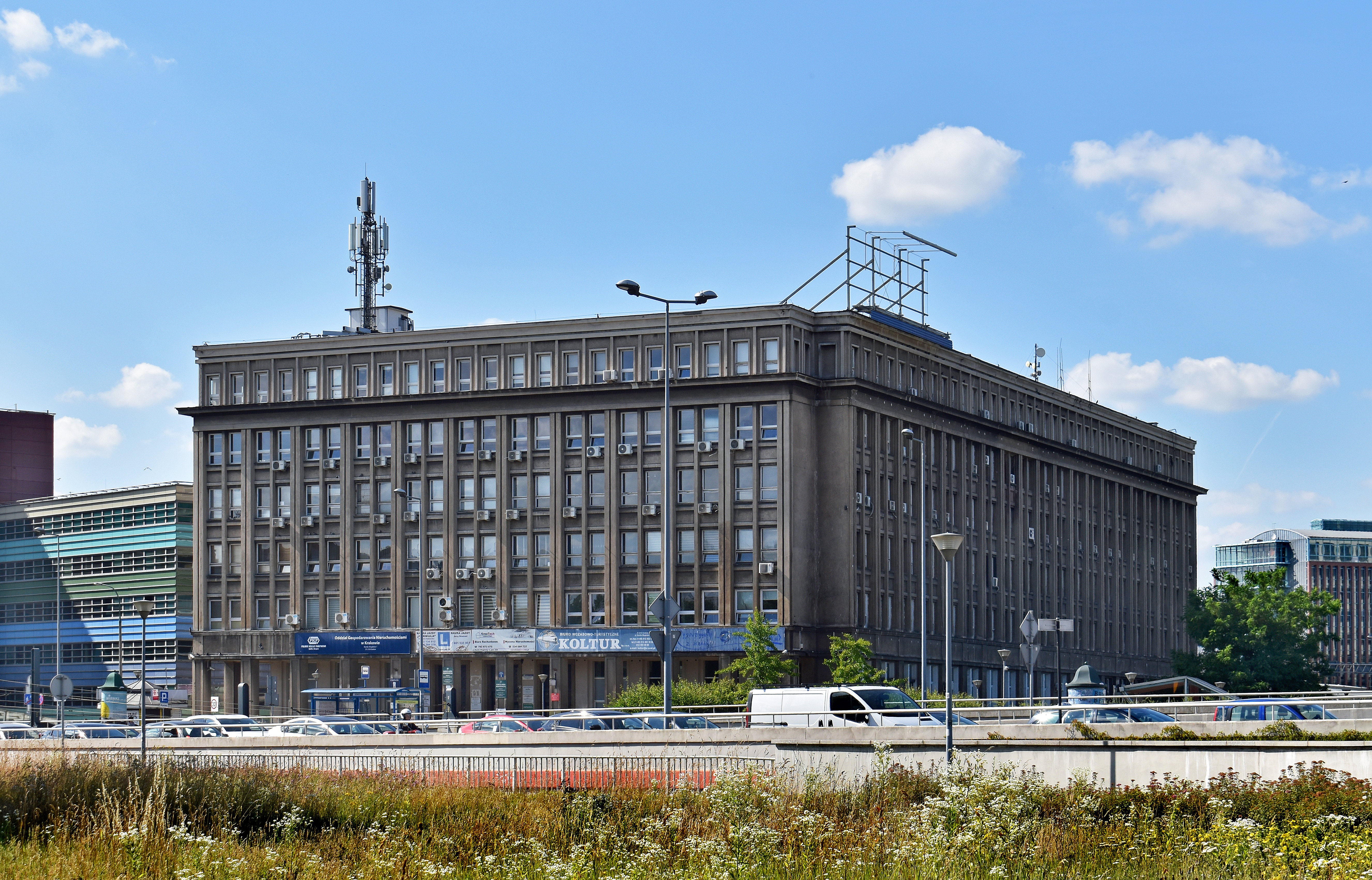
Biurowiec PKP (1950) Kraków, ul. Mogilska 1
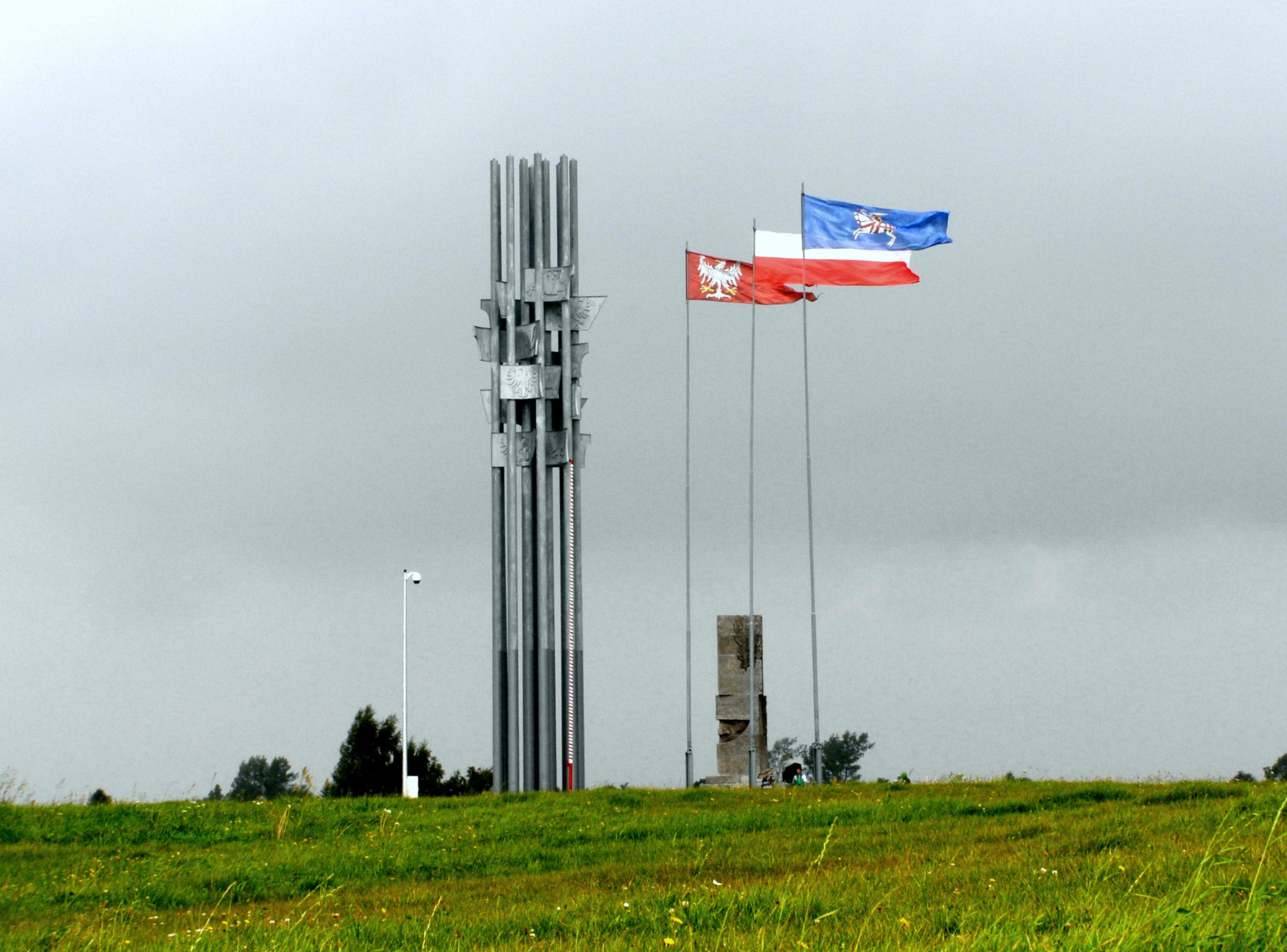
Pomnik Zwycięstwa Grunwaldzkiego (1958) Stębark
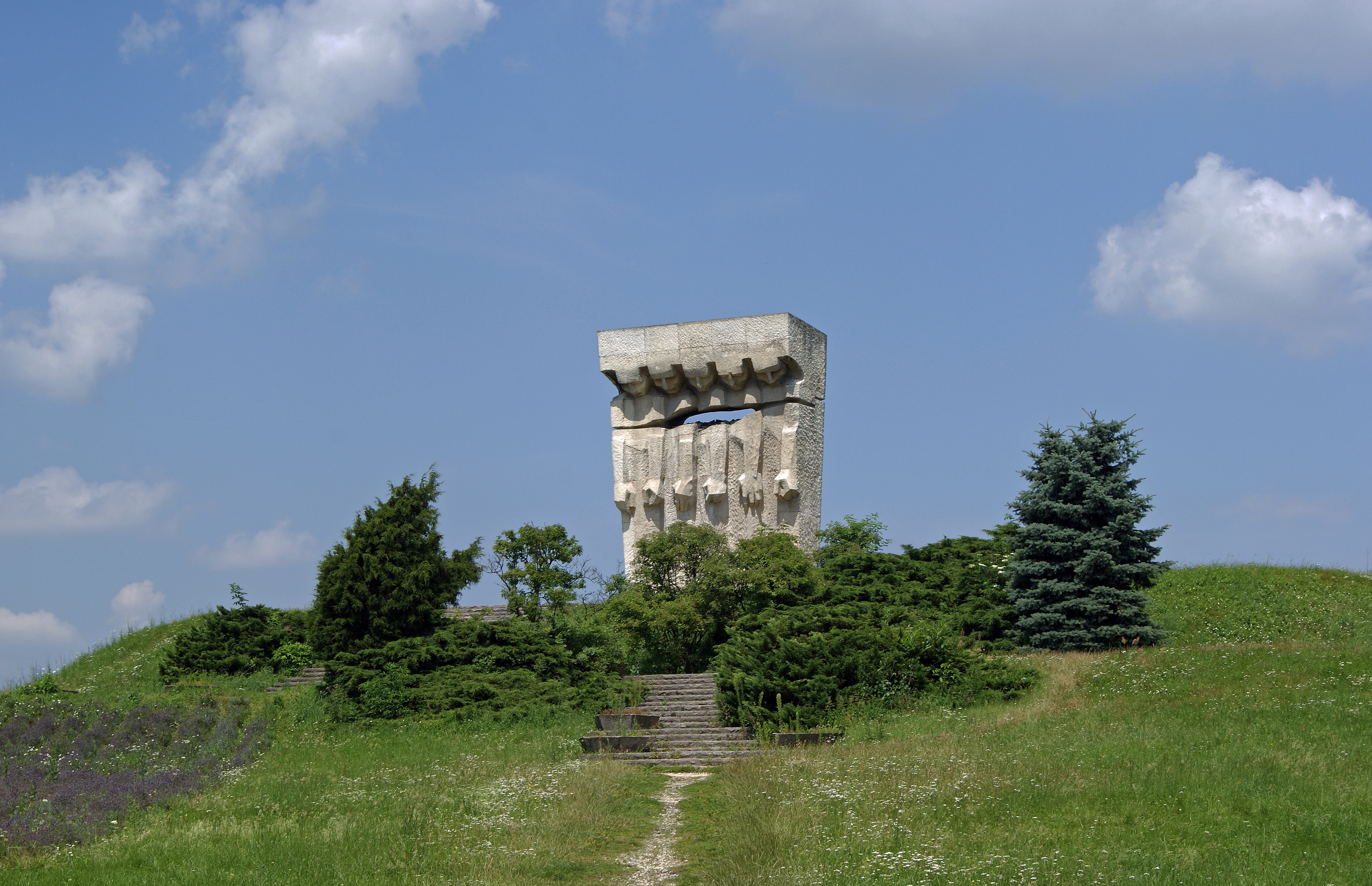
Pomnik Ofiar Faszyzmu (1964) Kraków Obóz Płaszów
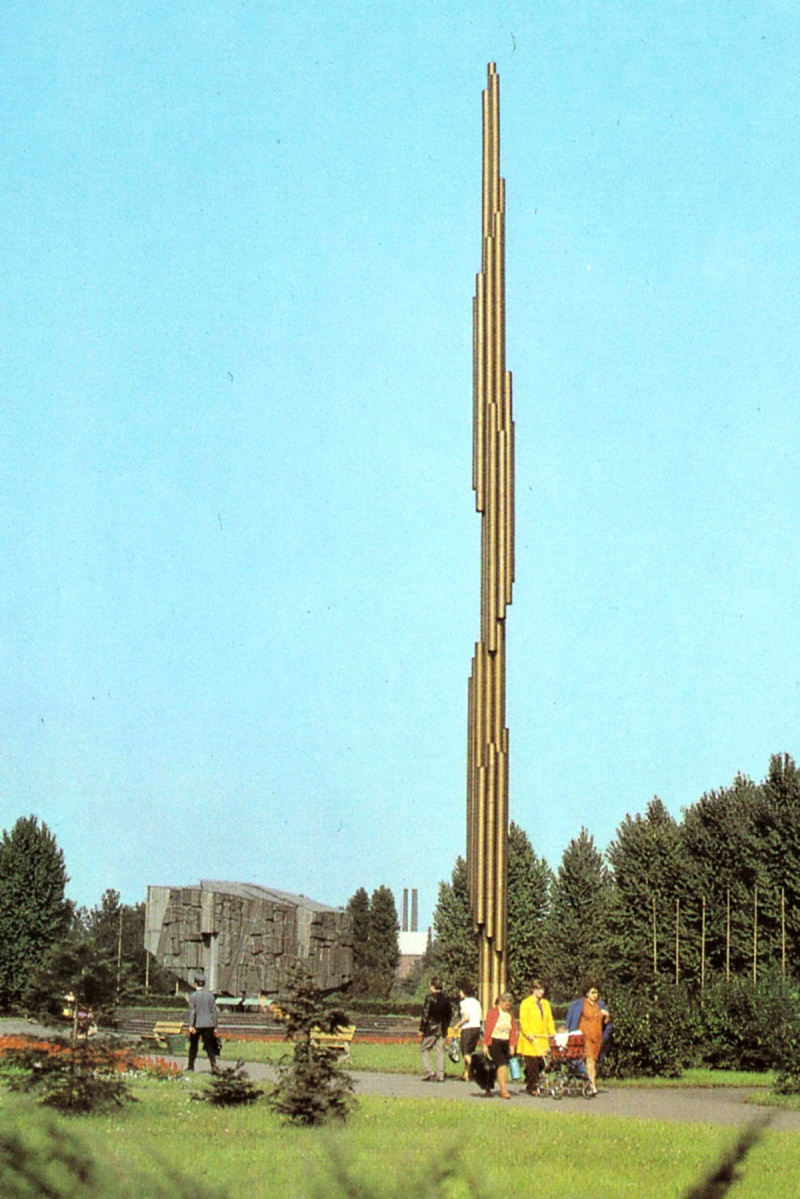
Pomnik Czynu Rewolucyjnego (1965), zburzony Sosnowiec
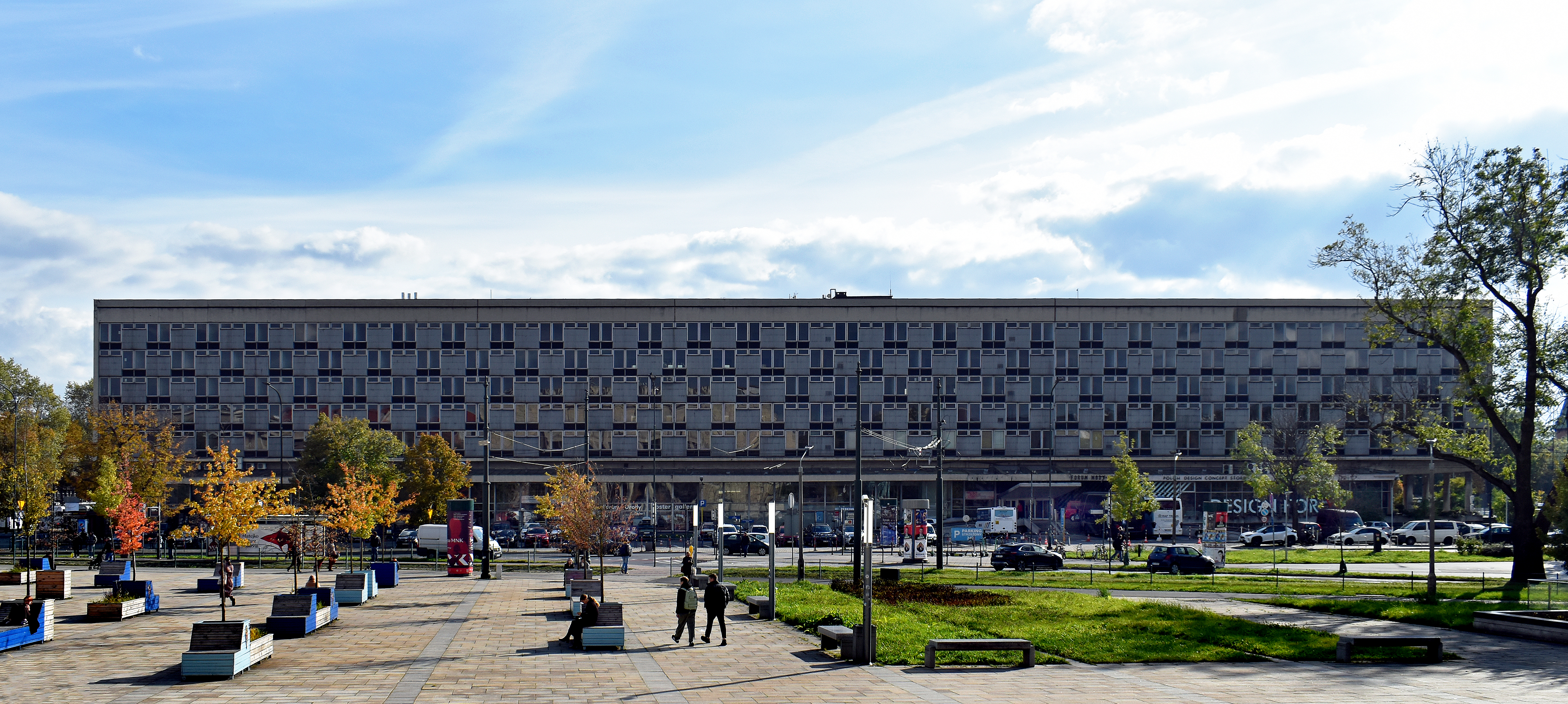
Hotel „Cracovia” (1965) Kraków, al. Focha 1
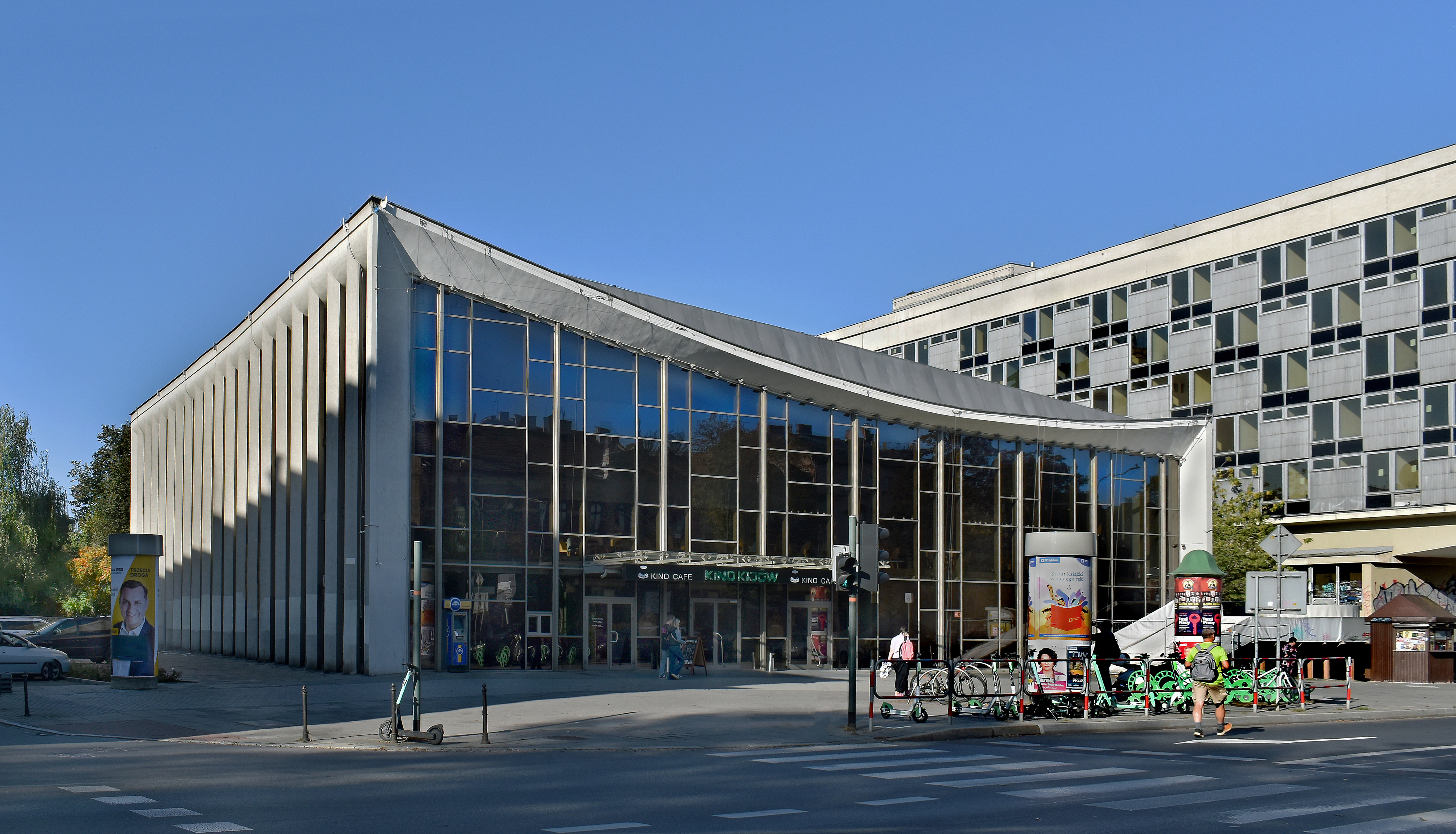
Kino „Kijów” (1967) Kraków,  al. Krasińskiego 34
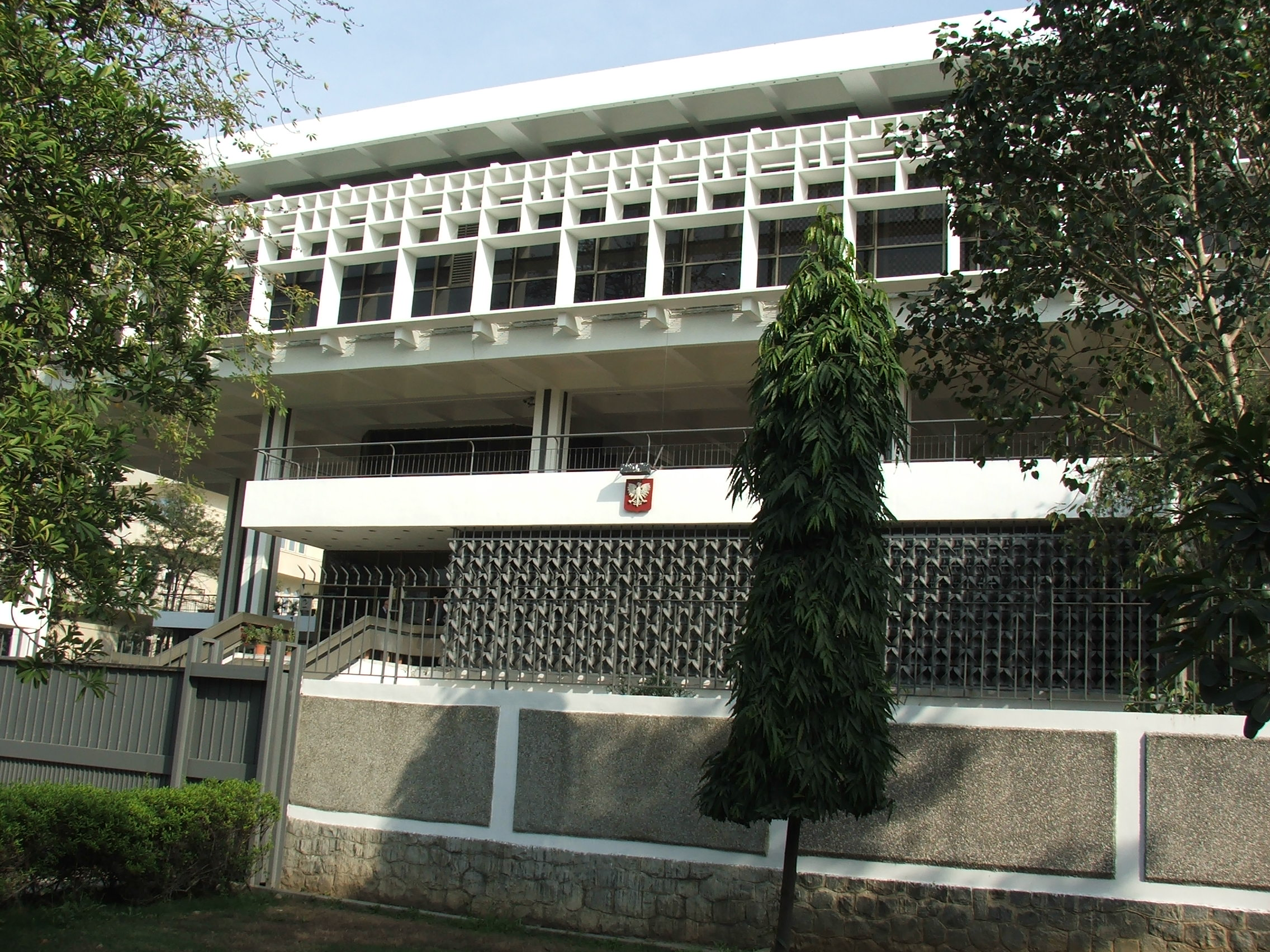
Ambasada RP (1978) Indie, Nowe Delhi

Kościoły
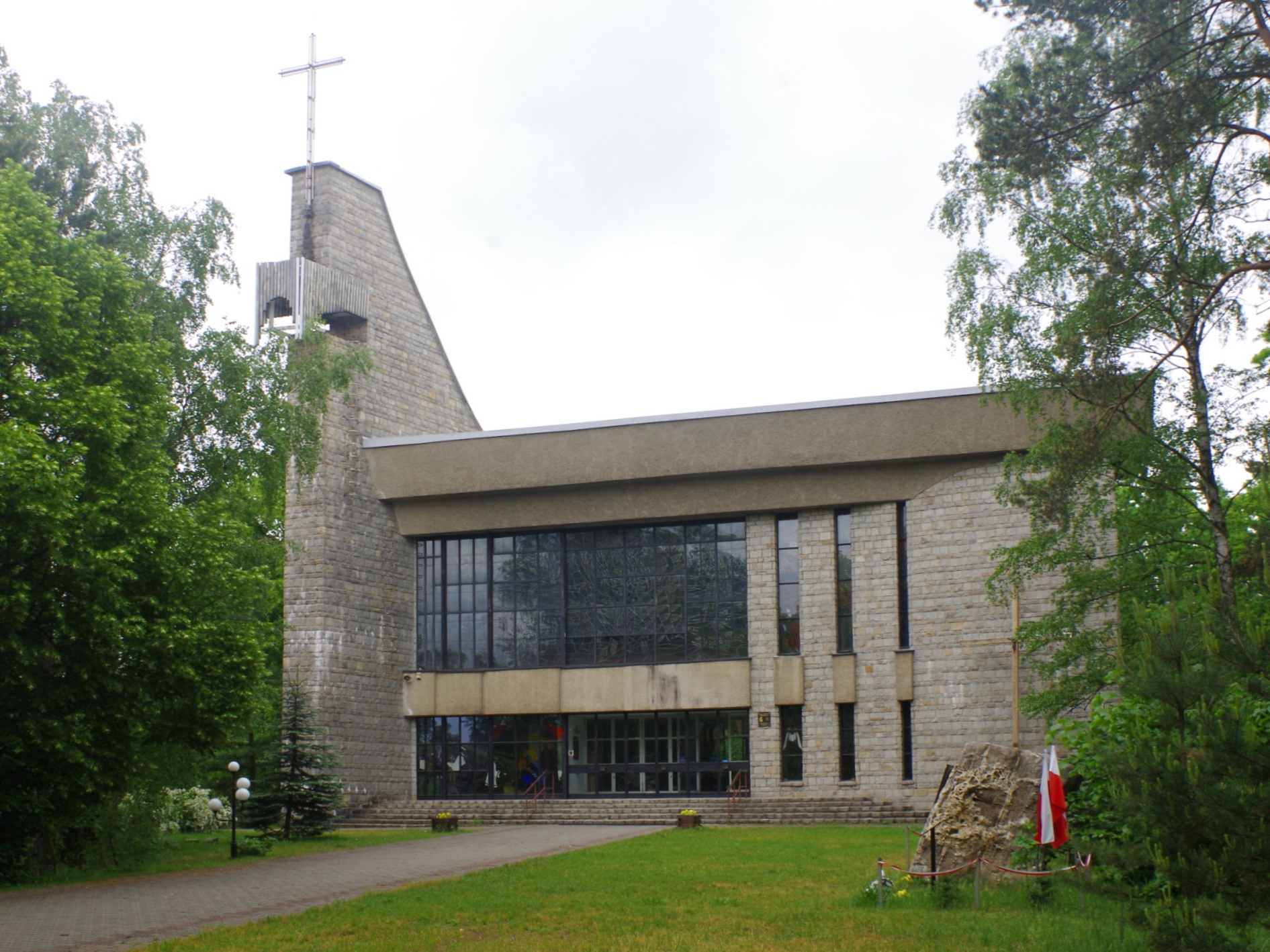
Kościół Matki Boskiej Częstochowskiej (1969), Rodaki
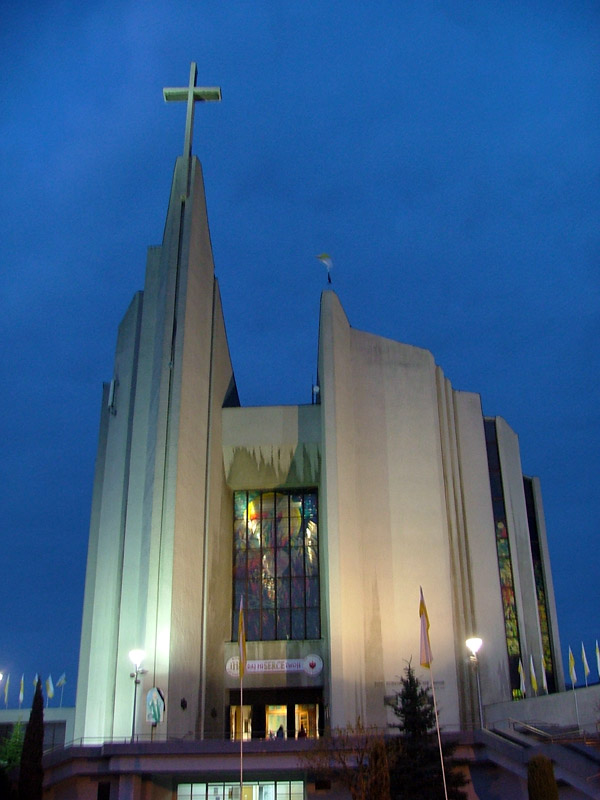
Kościół Najświętszego Serca Pana Jezusa (1977) Rzeszów
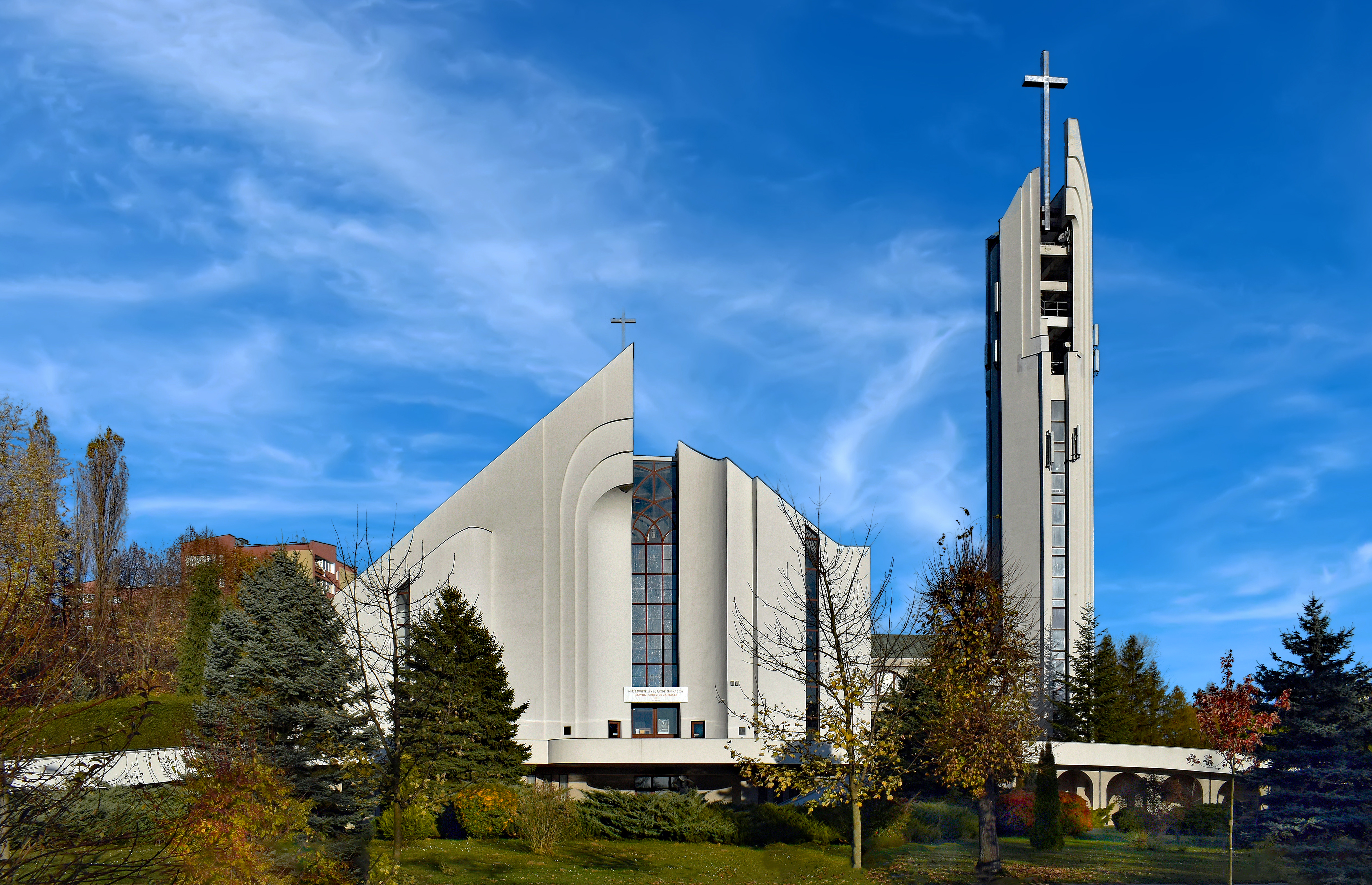
Kościół Miłosierdzia Bożego (1981) Kraków, os. Na Wzgórzach 1a
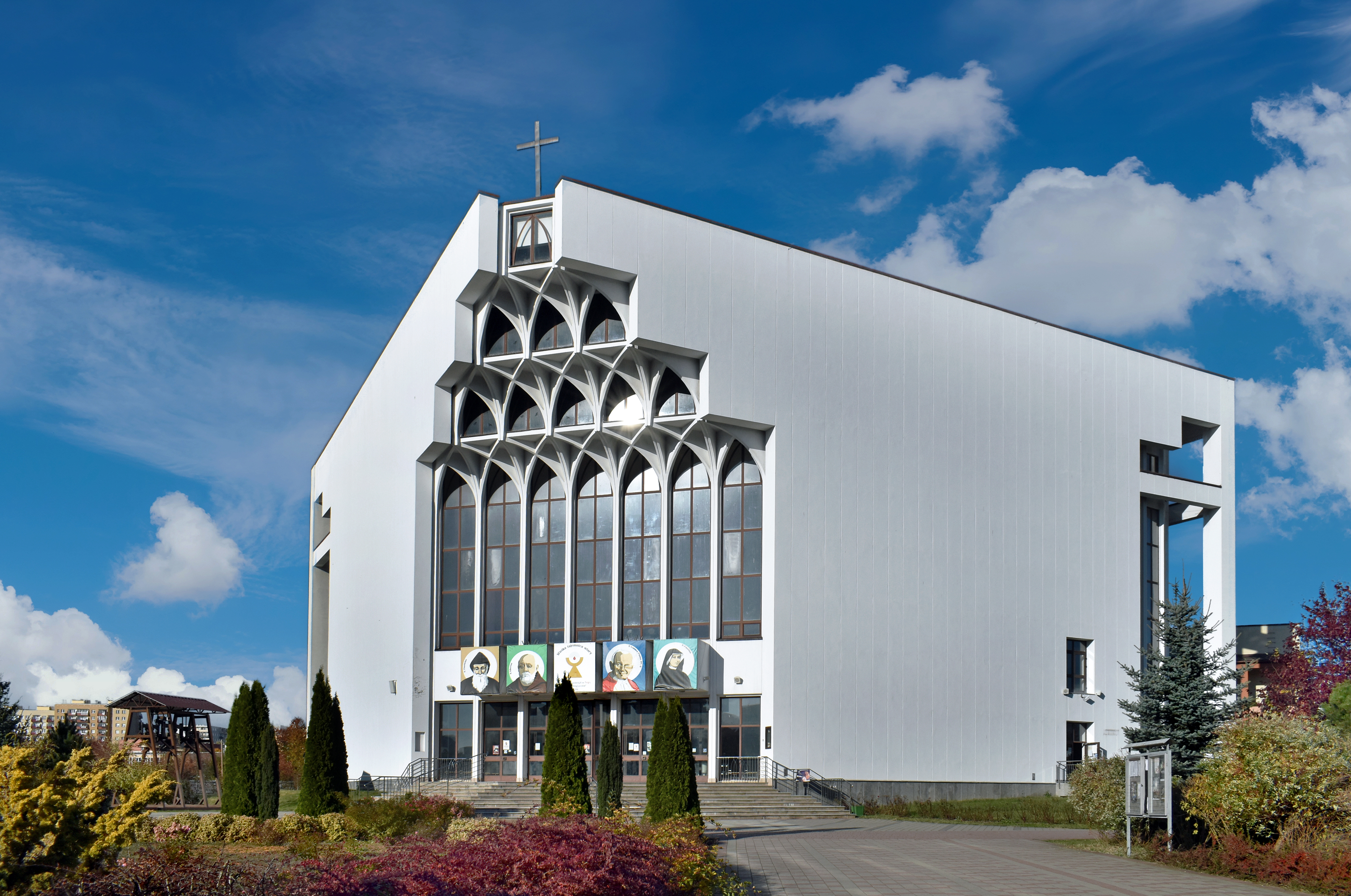
Kościół św. Brata Alberta (1983) Kraków, os. Dywizjonu 303
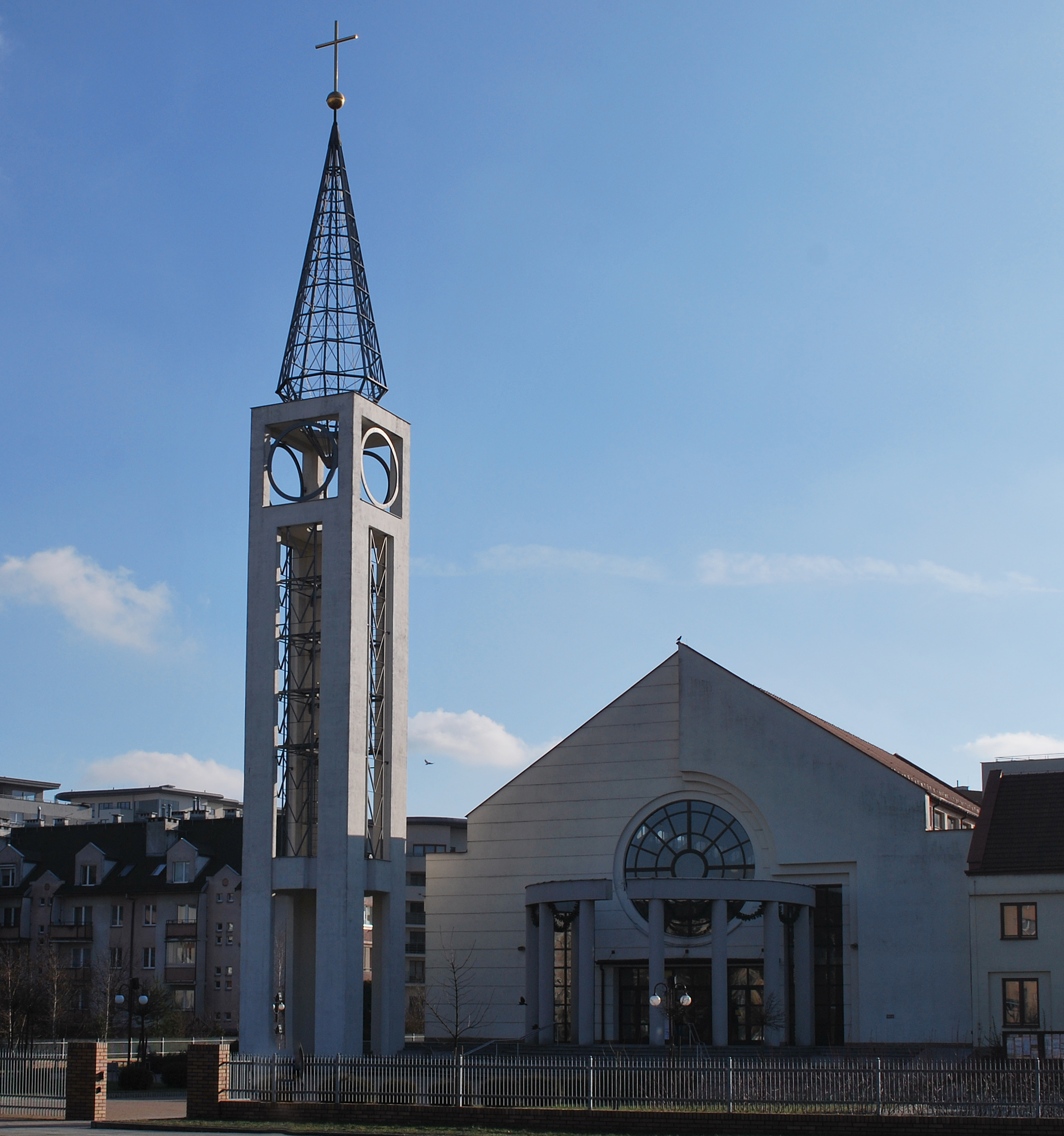
Kościół Zesłania Ducha Świętego (1997) Kraków, ul. Rostworowskiego 13
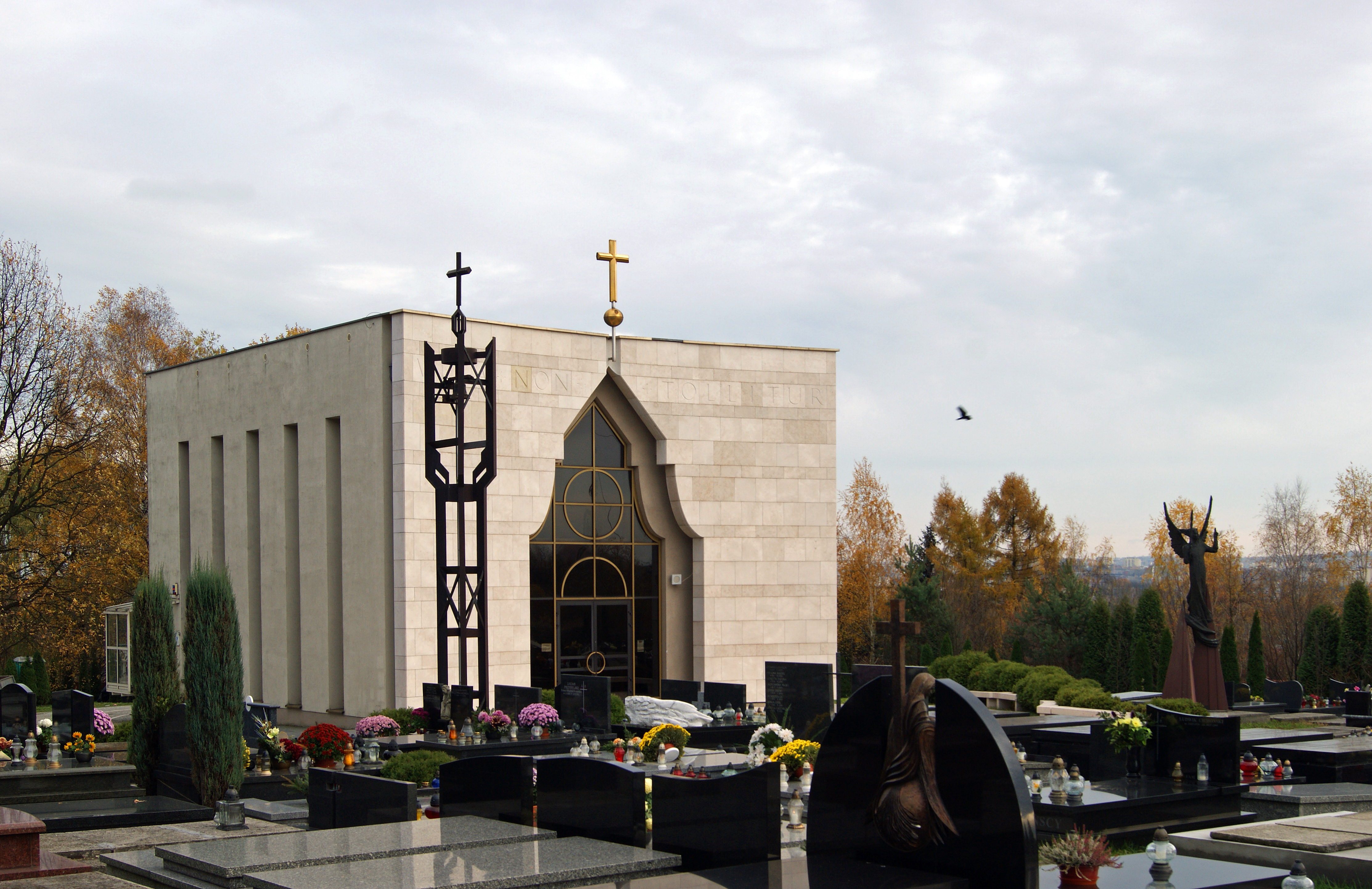
Kaplica Wszystkich Świętych (1999) Kraków, Cmentarz Salwatorski
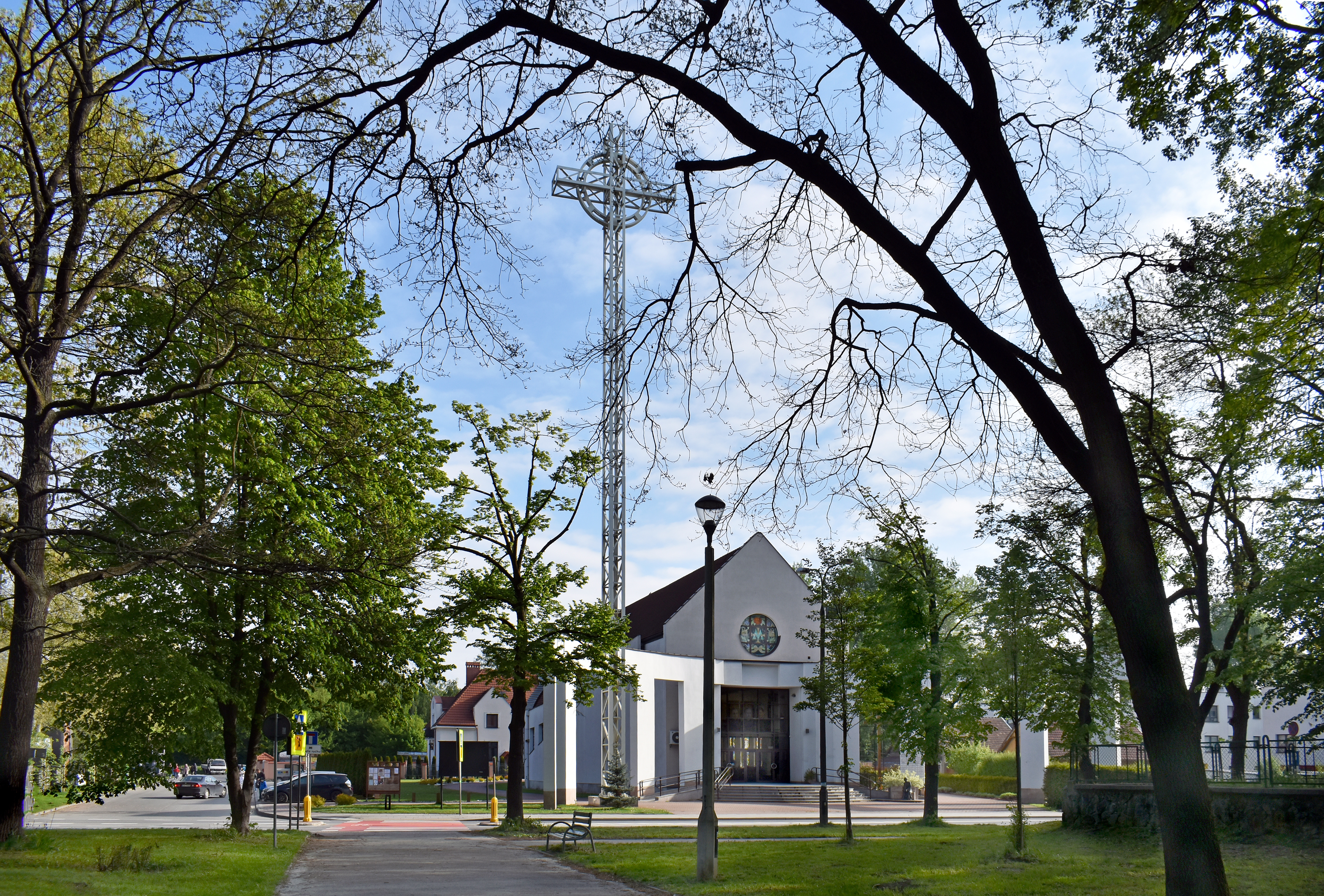
Kościół Matki Bożej Pocieszenia (2001) Kraków, ul. Bulwarowa 15a
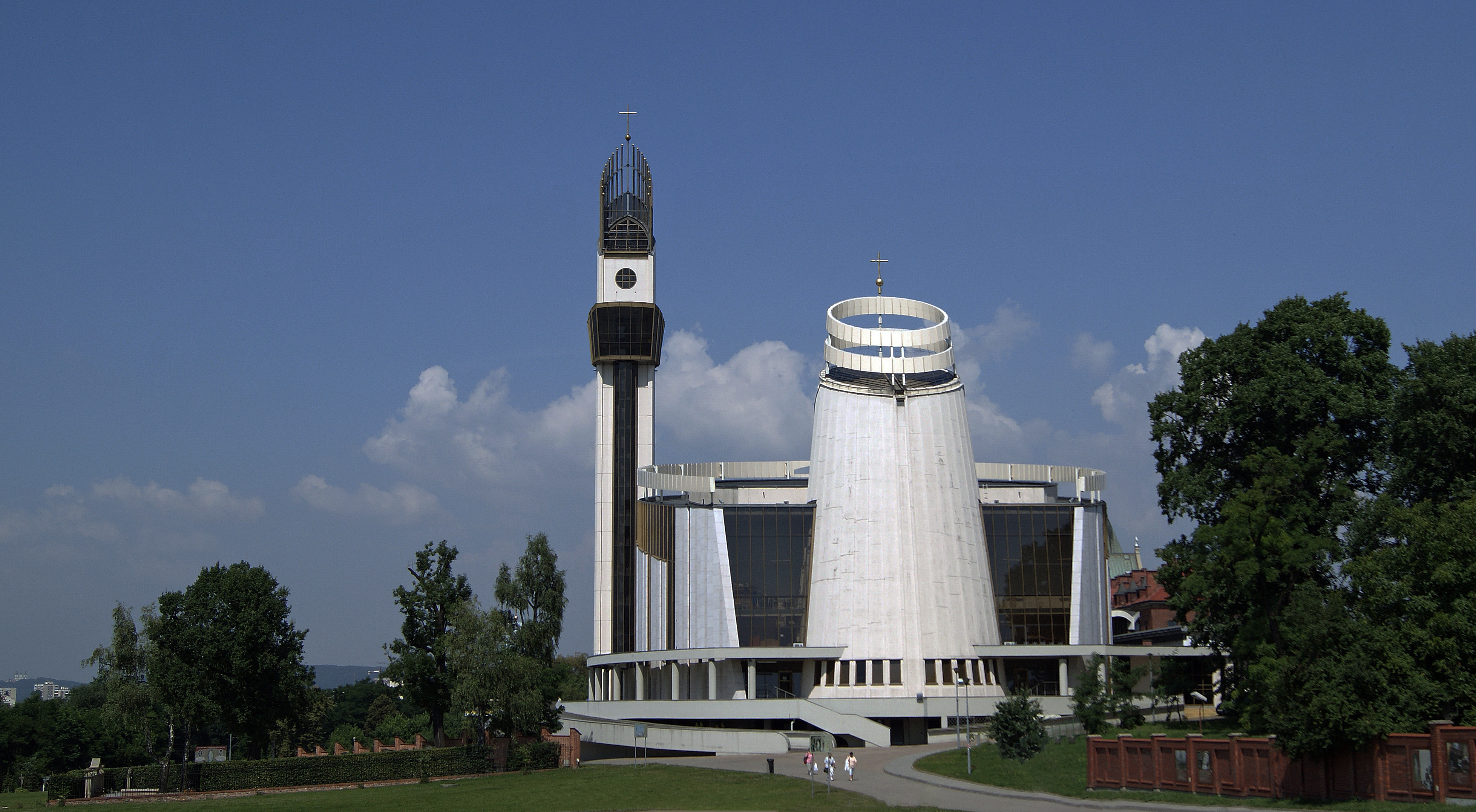
Kościół Bożego Miłosierdzia (2002) Kraków, Łagiewniki ul. Siostry Faustyny 3

## Ordery, odznaczenia i nagrody
- Krzyż Partyzancki (dwukrotnie) za udział w walkach AK – Akcja „Burza” (1944)
- Krzyż Oficerski Orderu Odrodzenia Polski (1961)
- Krzyż Komandorski Orderu Odrodzenia Polski (1974)
- Medal Komisji Edukacji Narodowej (1989)
- Krzyż Komandorski Orderu Świętego Grzegorza Wielkiego przyznana przez Jana Pawła II za osiągnięcia w zakresie architektury sakralnej (1999)
- Krzyż Komandorski z Gwiazdą Orderu Odrodzenia Polski „za wybitne zasługi w pracy naukowej i dydaktycznej” (2000)[8]
- Krzyż z Mieczami Orderu Krzyża Niepodległości „za wybitne zasługi poniesione w walce z bronią w ręku o suwerenność i niepodległość Państwa Polskiego w latach 1939-1956” (2014)[9]
- Doroczna Nagroda Ministra Kultury i Dziedzictwa Narodowego (2021)[10]
- Odznaka honorowa „Zasłużony dla Warmii i Mazur” (1960)[11]